# Frínion
Frínion (Fryni) är en ort i Grekland.   Den ligger i prefekturen Lefkas och regionen Joniska öarna, i den centrala delen av landet, 280 km väster om huvudstaden Aten. Frínion ligger 10 meter över havet och antalet invånare är 494. Den ligger på ön Lefkas.
Terrängen runt Frínion är huvudsakligen kuperad, men norrut är den platt. Havet är nära Frínion åt nordväst.  Närmaste större samhälle är Lefkáda, 1,7 km öster om Frínion. 